# القبعات الحمراء
القبعات الحمراء هو مسلسل رسوم متحركة تلفزيوني إيطالي فنلندي، أنتجته شركة كرتون ون عام 2011. تدور أحداثه حول مغامرات مجموعة من الجان، ويجمع بين الترفيه وتقديم رسائل تعليمية وأخلاقية، ما أكسبه دعم عدد من المؤسسات، منها اليونيسف ووزارة البيئة الفنلندية.
فيلم سانتا كلوز والكريستال السحري، المستوحى من السلسلة، صدر عام 2011 بتقنية العرض ثلاثي الأبعاد. أدّى جو كاري صوت شخصية سانتا كلوز، وجسّد كايل إي كريستنسن شخصية يوتان، ومثل ديفيد درايزن دور غروش في النسخة الإنجليزية.

## القصة
أصبح سانتا كلوز غير قادر على تلبية طلبات الأطفال من جميع أنحاء العالم بمفرده، فجمع أصدقائه المقربين وأسّس فريق عمل يُدعى القبعات الحمراء لمساعدته في مواجهة شقيقه الشرير باسل، إلى جانب مساعديه غروش والروبوتات.